# خوسيه بوستامانتي
خوسيه بوستامانتي (بالإسبانية: José Bustamante)‏ (1907 – تاريخ الوفاة غير معلوم) لاعب كرة قدم بوليفي راحل كان يجيد اللعب في خط الهجوم .
لعب طوال مسيرته الرياضية في نادي ليتورال . شارك مع منتخب بوليفيا في بطولة كأس أمريكا الجنوبية مرتين في 1926 و 1927 وبطولة كأس العالم 1930 في الأوروغواي .

## روابط خارجية
- خوسيه بوستامانتي على موقع الاتحاد الدولي (مؤرشف)  (الإنجليزية)
- خوسيه بوستامانتي على موقع قاعدة بيانات كرة القدم.إي يو (الإنجليزية)
- خوسيه بوستامانتي على موقع ناشيونال فوتبول تيمز (الإنجليزية)
- خوسيه بوستامانتي على موقع Soccerway.com (الإنجليزية)
- خوسيه بوستامانتي على موقع عالم كرة القدم.نت (الإنجليزية)